# Château de Ruperra
Le château de Ruperra est un château construit en 1626 par Thomas Morgan, premier baronnet gallois qui servit lors de la Première Révolution anglaise. Le roi Charles Ier d'Angleterre y passe deux nuits en 1645 peu après la bataille de Naseby. Le château de Ruperra est un monument classé. Situé à environ 5 km à l'est de Caerphilly (pays de Galles), il est aujourd'hui à l'état de ruine.